# Piuca
La Piuca (sloveno: Pivka) è un fiume carsico sloveno.

## Corso del fiume
La Piuca nasce ai piedi del monte Gradisce a 791 m s.l.m., nei pressi dell'abitato di Sagoria; dopo un percorso di 26 chilometri entra nelle grotte di Postumia e dopo circa 5,2 chilometri ricompare nei pressi di Planina.
Dopo la confluenza del Rio dei Gamberi prende il nome di Uncia.